# Заковряжинский сельсовет
Заковряжинский сельсовет — сельское поселение в Сузунском районе Новосибирской области Российской Федерации.
Административный центр — село Заковряжино.

## История
Статус и границы сельского поселения установлены Законом Новосибирской области от 2 июня 2004 года № 200-ОЗ «О статусе и границах муниципальных образований Новосибирской области»

## Население
| 2002  | 2010  | 2012  | 2013  | 2014  | 2015  | 2016  |
| ----- | ----- | ----- | ----- | ----- | ----- | ----- |
| 1499  | ↘1296 | ↗1318 | ↘1285 | ↘1275 | ↘1247 | ↘1212 |
| 2017  | 2018  | 2019  | 2020  | 2021  |       |       |
| ↘1208 | ↘1197 | ↘1176 | ↘1172 | ↘1142 |       |       |

## Состав сельского поселения
| № | Населённый пункт | Тип населённого пункта       | Население |
| - | ---------------- | ---------------------------- | --------- |
| 1 | Заковряжино      | село, административный центр | ↘1142     |